# 고렴
고렴(高廉)은 중국의 사대기서(四大奇書) 중 하나인 《수호전》(水滸傳)에 등장하는 인물이다. 고구의 사촌 동생으로, 처남으로 은천석(殷天錫)이 있다. 고당주(高唐州)의 지부(장관)이다. 전쟁에서는 각지에서 강자를 뽑은 300명으로 구성된 '비천신병(飛天神兵)'이라 불리는 정예부대를 이끌고 싸운다. 또 태아보검(太阿寶劍)과 짐승의 모습이 새겨진 방패를 이용해 요술을 사용할 수도 있다.

## 생애
고렴은 고당주 지부에 부임한 뒤로는 고구의 권위를 등에 업고, 처남 은천석과 제멋대로 굴었다. 어느 날 시진의 숙부 시황성(柴皇城)의 저택과 정원을 억지로 빼앗으려던 은천석이 우연히 그곳에 있던 이규에게 구타당하자 격분한 고렴은 시진을 고문하고 감금했다. 이 소식을 들은 양산박의 수령 조개를 비롯한 양산박 호걸들은 시진을 구하기로 하고, 송강과 22명의 두령들이 고당주로 군사를 이끌고 쳐들어간다. 고렴은 곧바로 비천신병을 비롯한 고당주의 군사들을 이끌고 성을 나와 맞서싸운다.
첫 전투에서 고렴 휘하의 장수 우직(于直)은 임충에게, 온문보(溫文寶)는 진명에게 일대일 대결로 가볍게 쓰러지고 만다. 그러나 고렴이 태아보검을 뽑아들고 주문을 외우자 금세 괴상한 폭풍이 양산박군을 향해 불기 시작한다. 놀란 양산박군은 고렴의 일제 공격에 퇴각할 수밖에 없게 됐다.
오용과 상의한 송강은 그것이 요술이라는 것을 알게 되자 곧바로 다음날 아침 싸움에서 구천현녀에게 받은 천서(天書) 제3권에 있는 '바람을 깨는 법'을 써서 고렴의 바람을 거꾸로 일으켰다. 그러나 이번에는 고렴이 요술로 황사와 함께 맹수와 구렁이를 불러들여 양산박 쪽을 덮치게 했다. 형세는 역전되어 다시 양산박군은 대패하였다. 오용은 고렴이 야습을 해올 것으로 간파하고 양림과 백승에게 군사를 주어 진영 주위에 매복하게 했다. 오용의 생각대로 밤이 되어 고렴은 폭풍우와 함께 양산박군의 진영을 덮치지만 반대로 고렴은 양림의 화살을 맞아 부상당하고 퇴각한다.
간신히 태세를 갖춘 양산박군은 이번에는 도술을 쓸 줄 아는 공손승을 불러들여 성으로 군사들을 몰아갔다. 슬슬 화살의 상처가 아물은 고렴은 성에서 나오는데, 휘하 장수 설원휘(薛元輝)가 화영에게 사살되자 또다시 요수(妖獸)들을 불러들여 덮친다. 그러나 공손승이 송문고정검(松文古定劍)을 사용하여 주문을 외우자 요수들은 원래 종이를 잘라 만든 것으로, 종이로 되돌아가고 만다. 당황한 고렴은 성으로 되돌아간 후, 다시 야습을 시도하지만 공손승의 매복을 당해 대패하고 만다.
수하를 모조리 잃은 고렴은 동창(東昌)과 구주(寇州)에 원군을 청하는 사자를 보낸다. 이를 알게 된 오용은 양산박군에서 적의 원군으로 위장하는 계책을 제안한다. 닷새쯤 지나 고렴은 성을 포위하던 양산박군이 두 방향에서 오는 군사들에 놀라 달아나는 것을 발견한다. 자신들의 원군이라고 생각한 고렴은 성에서 출격하지만 멋지게 양산박측의 계책에 걸려 포위당하고 만다. 고렴은 요술을 써서 먹구름을 타고 도주하려 했으나 공손승이 도술을 부리자 구름 위에서 떨어졌고, 뇌횡이 달려나가 박도로 죽였다.
그리하여 고당주는 함락되었고, 송강은 주민들에게는 일절 손대지 말라고 양산박군에 전하고, 입성하여 시진을 구출했다. 그리고 관공서와 고렴의 재물을 모조리 몰수하고, 고렴의 일가족 3,40명도 모두 저잣거리에서 참수했다.

## 같이 보기
- 수호전
- 고구
- 시진
- 송강
- 공손승
- 뇌횡